# Окулярець-крихітка
Окулярець-крихітка (Heleia squamifrons) — вид горобцеподібних птахів родини окулярникових (Zosteropidae). Ендемік Калімантану.

## Поширення і екологія
Окулярці-крихітки живуть в гірських тропічних лісах і чагарникових заростях північного Калімантану.